# Antoine Delfosse
Antoine Louis Philippe Ghislain Delfosse (Opprebais, 25 juni 1895 - Luik, 5 juni 1980) was een Belgisch politicus voor de PSC. Hij was onder meer minister.

## Levensloop
Delfosse promoveerde tot doctor in de rechten en tot doctor in de wijsbegeerte en letteren aan de Universiteit van Luik. Hij vestigde zich als advocaat in Luik.
Hij speelde weldra een aanzienlijke rol in de christelijke arbeidersbeweging in Luik en werd er voorzitter van de christelijke ziekenkassen en van de Ligue des Travailleurs chrétiens liégeoise. Hij werd verkozen tot provincieraadslid in 1929 en bleef dit tot hij in 1939 verkozen werd, als vertegenwoordiger van de christelijke arbeidersbeweging tot volksvertegenwoordiger voor het arrondissement Luik (1939-1946). 
Zijn gezag en invloed bleek toen hij, twee weken na zijn intrede in de Kamer, lid werd van de regering Hubert Pierlot II als minister van Arbeid en Sociale Voorzorg. Op 1 september 1939 werd hij in de regering Pierlot III minister van Verkeerswezen, PTT en Radio-omroep, en van 1 september tot 5 januari 1940 ook nog minister van Ravitaillering en opslorping van de werkloosheid. 
Hij volgde tijdens de Tweede Wereldoorlog zijn collega-ministers niet naar Londen en keerde naar België terug. In juli vertrok hij, op verzoek van de Duitsers, terug naar Poitiers en maakte dat personeel en materieel van de Belgische radio die er zich bevonden, naar België terugkwamen, iets wat hem later verweten werd. Anderzijds richtte hij onmiddellijk een verzetsorganisatie op, de Armée de Libération. Hij werd tevens lid van een inlichtingendienst genaamd Réseau Clarence. In 1942 werd het voor hem te gevaarlijk en hij vluchtte naar Londen, zijn verzetsgroep toevertrouwende aan Pierre Clerdent. 
Hij werd vanaf oktober 1942 opnieuw in de regering opgenomen, als minister van justitie, binnenlandse zaken, nationale voorlichting en propaganda (1942-1944). Hij begeleidde de totstandkoming van de wetten die na de oorlog de basis zouden vormen voor de berechting van de collaborateurs. Tot in 1948 zou hij nog de Commissie voor de oorlogsmisdaden voorzitten. 
In 1945 was hij medeoprichter van de UDB en werd voorzitter van deze kortstondige partij. Toen het idee van een travaillistische partij een flop werd, verdween hij uit de actieve politiek. Hij zou gedurende zijn volgende 35 levensjaren een grijze eminentie zijn, die onder meer de Waalse beweging (Rénovation wallonne en Mouvement populaire wallon) steunde.
Zijn zoon, Jean-Marie Delfosse (1920-2008), volgde zijn vader op als advocaat. Hij speelde een rol in de Christelijke Mutualiteit, was tijdens de oorlog in het Verzet, werd na de Bevrijding soldaat in de Brigade Piron, en werd onder meer consul van Groot-Brittannië in Luik.

## Publicaties
- L'expérience portugaise. Contribution a la réforme de l'Etat, in: La Terre wallonne, 1934-1935.
- The underground press in Belgium, Londen, 1944.
- L'échec de l'armee nouvelle, in: La Revue Nouvelle, 01/11/1945.
- La Commission belge des crimes de guerre, in: La Revue Nouvelle, 15/10/1948.
- La guerre scolaire, in: La Revue Nouvelle, 1955.
- La Wallonie et les Wallons dans la Communaute belge, in: Aspects de la Société belge, Brussel, 1958.